# Liste der Biografien/Back
Liste der Biografien |
Portal Biografien |
Personensuche
# |
A |
B |
C |
D |
E |
F |
G |
H |
I |
J |
K |
L |
M |
N |
O |
P |
Q |
R |
S |
T |
U |
V |
W |
X |
Y |
Z |
?
 
Ba |
Be |
Bd |
Bg |
Bh |
Bi |
Bj |
Bl |
Bm |
Bn |
Bo |
Br |
Bs |
Bu |
Bw |
By |
Bz
 
Baa |
Bab |
Bac |
Bad |
Bae |
Baf |
Bag |
Bah |
Bai |
Baj |
Bak |
Bal |
Bam |
Ban |
Bao |
Bap |
Baq |
Bar |
Bas |
Bat |
Bau |
Bav |
Baw |
Bax–Baz
 
Baca |
Bacc |
Bace |
Bach |
Baci |
Back |
Bacl |
Bacm |
Baco |
Bacq |
Bacr |
Bacs |
Bacu |
Bacv |
Bacy |
Bacz
Die Liste der Biografien führt alle Personen auf, die in der deutschsprachigen Wikipedia einen Artikel haben. Dieses ist eine Teilliste mit 289 Einträgen von Personen, deren Namen mit den Buchstaben „Back“ beginnt.

## Back
- Bäck, Abraham (1713–1795), schwedischer Leibarzt
- Back, Adam, britischer KryptographAdam Back

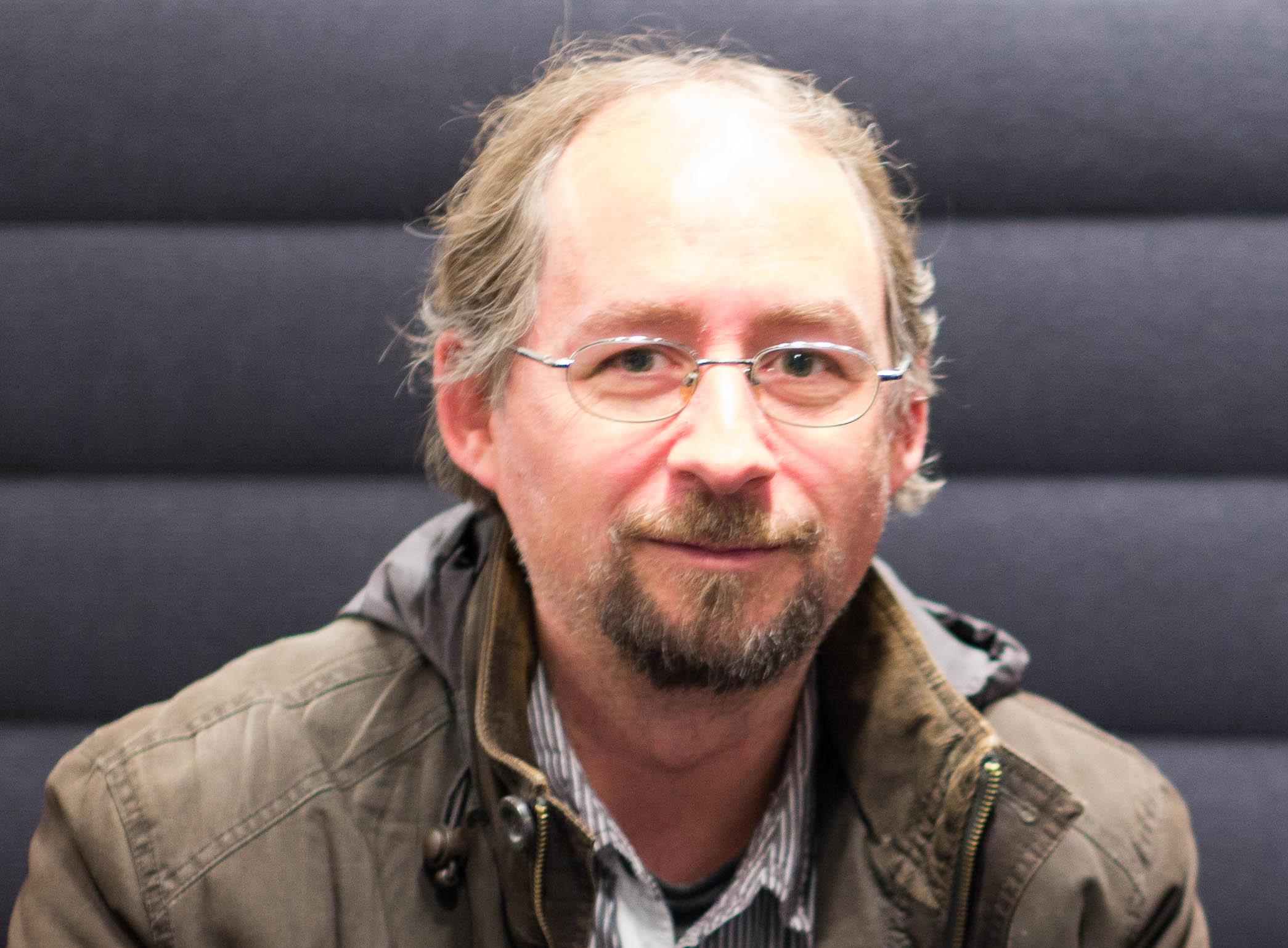
Adam Back

- Bäck, Alfred (1903–1974), österreichischer Politiker (SPÖ), Landtagsabgeordneter
- Back, Andrea (* 1960), deutsche Wirtschaftswissenschaftlerin und -informatikerin
- Bäck, Axel (* 1987), schwedischer Skirennläufer
- Back, Carlo (* 1952), luxemburgischer Politiker und Physiker
- Back, Claus (1904–1969), deutscher Schriftsteller
- Back, Da-yeon (* 2002), südkoreanische Tennisspielerin
- Back, Elke (* 1944), deutsche Ballerina
- Bäck, Else (1884–1968), österreichisch-deutsch-amerikanische Schauspielerin
- Back, Ernst (1881–1959), deutscher Physiker
- Back, Frank G. (1902–1983), österreichisch-US-amerikanischer Ingenieur
- Back, Frédéric (1924–2013), kanadischer Filmanimator
- Back, Friedrich (1801–1879), deutscher evangelischer Pfarrer, Superintendent und Heimatforscher
- Back, Friedrich (1833–1901), deutscher Schuldirektor und Heimatforscher
- Back, Friedrich (1860–1932), deutscher Kunsthistoriker und Museumsdirektor
- Back, George (1796–1878), britischer Marineoffizier und Polarforscher
- Back, Gerhard W. (* 1944), deutscher General der Luftwaffe der Bundeswehr; 12. Inspekteur der Luftwaffe
- Back, Grete (1878–1965), deutsche Fotografin
- Bäck, Hanna (* 1975), schwedische Politikwissenschaftlerin und Hochschullehrerin
- Back, Hans-Ulrich (1896–1976), deutscher Generalmajor im Zweiten Weltkrieg
- Back, Holger (* 1957), deutscher Segelflieger und Leistungssportler
- Back, Israel (1797–1874), Verleger und Buchdrucker in Palästina
- Back, Joachim (* 1972), dänischer Regisseur
- Back, Johny (* 1945), luxemburgischer Radrennfahrer
- Back, Karl (1799–1869), deutscher Jurist und Politiker
- Back, Karolin (* 1980), deutsche Künstlerin und Fotografin
- Back, Lennart (1933–2022), schwedischer Geher
- Back, Mitja (* 1977), deutscher Psychologe
- Back, Neuza (* 1984), brasilianische Fußballschiedsrichterassistentin
- Back, Nora (* 1979), Präsidentin der Gewerkschaft OGBL und der Chambre des Salariés in Luxemburg
- Back, Oskar (1879–1963), niederländischer Violinist und Violinpädagoge ungarischer Familienherkunft
- Back, Otto (1834–1917), deutscher Verwaltungsjurist, Bürgermeister, Landrat und Landtagsabgeordneter
- Back, Otto (1864–1943), deutscher Seeoffizier, zuletzt Vizeadmiral
- Back, Otto (1926–2018), österreichischer Sprachwissenschaftler
- Back, Peter (* 1962), deutscher Jazzmusiker (Saxophone, Komposition)
- Back, Regina (* 1969), deutsche Musikwissenschaftlerin
- Back, René (* 1982), Schweizer Eishockeyspieler
- Back, Rico (* 1954), deutscher Unternehmer
- Back, Rolf (1928–2009), finnischer Leichtathlet
- Back, Samuel (1841–1899), deutschsprachiger Rabbiner in Böhmen
- Bäck, Sven-Erik (1919–1994), schwedischer Komponist
- Back, Walter († 1466), Priester und Offizial in Köln
- Back, Walter (1923–2018), deutscher Maler, Grafiker und Zeichner
- Bäck, Walter (1931–2004), österreichischer Dichter und Schriftsteller
- Back, Wolfgang (1943–2019), deutscher Fernsehmoderator und Wissenschaftsredakteur

### Backa
- Backaert, Frederik (* 1990), belgischer Radrennfahrer
- Bäckander, Helge (1891–1958), schwedischer Turner
- Backasch, Olaf (* 1965), deutscher Fußballspieler
- Backat, Horst (1935–2020), deutscher Radrennfahrer

### Backd
- Backderf, Derf (* 1959), US-amerikanischer Comicautor

### Backe
- Backe, Ewald (1897–1968), deutscher Lehrer und Nationalsozialist
- Backe, Friedrich Wilhelm (1800–1846), deutscher Jurist und Hochschullehrer
- Backe, Hans (1903–1979), deutscher Pädagoge und Hochschullehrer
- Backe, Hans (* 1952), schwedischer Fußballspieler und -trainer
- Backe, Hartmut (* 1941), deutscher Experimentalphysiker
- Backe, Herbert (1896–1947), deutscher Politiker (NSDAP), MdL, ReichsministerHerbert Backe (1896–1947)

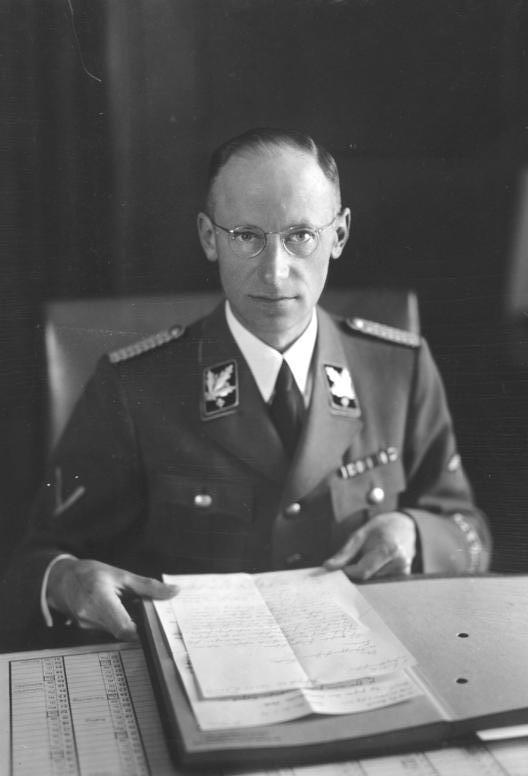
Herbert Backe (1896–1947)

- Backe, Mari (* 1987), norwegische Skispringerin
- Backé, Peter (1816–1886), deutscher Politiker (konservative), Landtagsabgeordneter Großherzogtum Hessen
- Backe, Rutger (* 1951), schwedischer Fußballspieler und -trainer
- Backé, Wolfgang (1929–2016), deutscher Maschinenbauingenieur
- Backeberg, Curt (1894–1966), deutscher Kakteensammler, -forscher und Autor
- Bäckegren, Anders (* 1968), schwedischer Handballspieler
- Backen, Dirk (* 1960), deutscher General (Bundeswehr)Dirk Backen (* 1960)

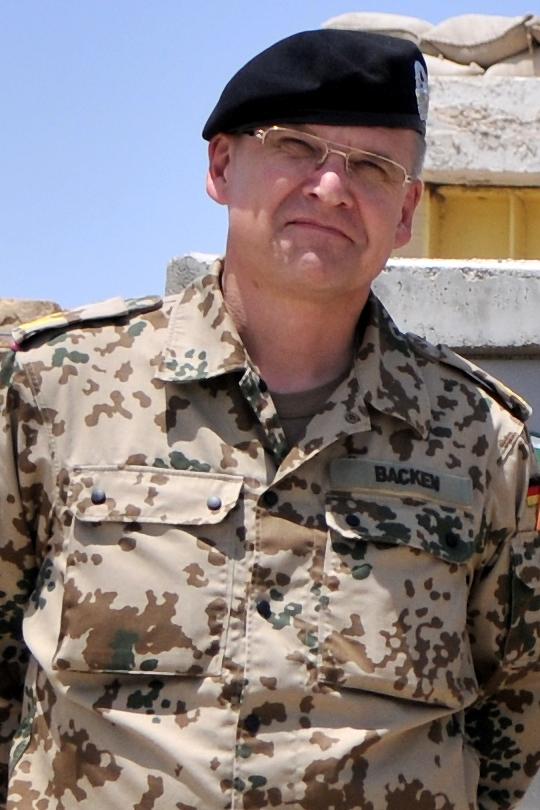
Dirk Backen (* 1960)

- Backenecker, Maria (1893–1931), deutsche Politikerin (USPD, KPD), MdR
- Backenköhler, Otto (1892–1967), deutscher Admiral im Zweiten Weltkrieg
- Backens, Sönke (* 1969), deutscher Boulespieler
- Backens, Thomas (1859–1925), deutscher Fotograf
- Backenstoss, Gerhard (1924–2011), deutscher Experimentalphysiker und Universitätsprofessor
- Backer Grøndahl, Agathe (1847–1907), norwegische Komponistin und Pianistin
- Bäcker von Ranke, Ermentrude (1892–1931), deutsche Historikerin und Hochschullehrerin
- Backer, Adriaen (1635–1684), niederländischer Maler
- Bäcker, Carsten (* 1979), deutscher Jurist und Hochschullehrer der Universität Bayreuth
- Backer, Catharina (1689–1766), niederländische Stilllebenmalerin und Zeichnerin
- Bäcker, Catharina, deutsche Opernsängerin (Sopran)
- Backer, Cornelis Andries (1874–1963), niederländischer Botaniker
- Bäcker, Donald (* 1968), deutscher Moderator, Meteorologe
- Backer, Donald C. (1943–2010), US-amerikanischer Astrophysiker
- Bäcker, Fabian (* 1990), deutscher Fußballspieler und -trainer
- Backer, George (1902–1974), jüdisch-amerikanischer Dramatiker, Romanautor, Journalist und Politiker
- Bäcker, Gerhard (* 1947), deutscher Sozialwissenschaftler und Ökonom
- Backer, Harriet (1845–1932), norwegische Malerin
- Bäcker, Heimrad (1925–2003), österreichischer Schriftsteller und Herausgeber
- Bäcker, Heinz (1925–1995), deutscher Rechtswissenschaftler
- Bäcker, Heinz-Werner, deutscher Hockeyspieler
- Bäcker, Hermann (1867–1928), deutscher evangelischer Theologe und Schriftsteller
- Bäcker, Hermann (1900–1944), deutscher Philosoph
- Bäcker, Horst-Hans (* 1959), rumäniendeutscher Dirigent und Komponist
- Backer, Jacob Adriaensz. († 1651), niederländischer Porträt- und Historienmaler
- Backer, Jacqueline de (* 1994), deutsche Fußballspielerin
- Bäcker, Jannis (* 1985), deutscher Bobfahrer
- Backer, Johann Franz de, flämischer Barock-Maler
- Bäcker, Karl (1920–2008), deutscher Politiker (SPD), MdL
- Backer, Kristiane (* 1965), deutsche Fernsehjournalistin
- Bäcker, Lany Mia (* 2008), deutsche Fußballspielerin
- Bäcker, Manuela (* 1984), deutsche Sängerin, Schauspielerin und Sprecherin
- Backer, Marijn (* 1956), niederländischer Feuilletonist, Lehrer, Dichter und Autor von Kinder- und Jugendbüchern
- Bäcker, Matthias (* 1971), deutscher Oboist und Hochschullehrer
- Bäcker, Matthias (* 1975), deutscher Rechtswissenschaftler
- Backer, Max (* 1976), niederländischer Beachvolleyballspieler
- Backer, P. A. (1940–1993), indischer Filmregisseur des Malayalam-Films
- Bäcker, Sascha (* 1979), deutscher Fußballspieler und -trainer
- Backer, Sebastian (* 1980), deutscher Fußballspieler
- Bäcker, Stefan (* 1968), deutscher Eishockeyspieler
- Backer, Steve (1937–2014), US-amerikanischer Musikproduzent
- Backer, Willem Cornelisz (1595–1652), Amsterdamer Regent und Bürgermeister
- Backer-Grøndahl, Fridtjof (1885–1959), norwegischer Pianist und Komponist
- Bäckerling, Moritz (* 1999), deutscher Nachwuchsschauspieler und Webvideoproduzent
- Backerra, Manfred (* 1936), deutscher Oberst a. D.
- Backers, Americus, gilt als Erfinder einer frühen englischen Klaviermechanik
- Backert, Eduard (1874–1960), deutscher Gewerkschafter
- Bäckert, Ernst (1899–1962), deutscher Kommunalpolitiker und NSDAP-Funktionär
- Backert, Volker (* 1962), deutscher Autor
- Backes, Bettina (* 1963), deutsche Rechtsanwältin und Richterin am Verfassungsgerichtshof für das Land Baden-WürttembergBettina Backes (* 1963)

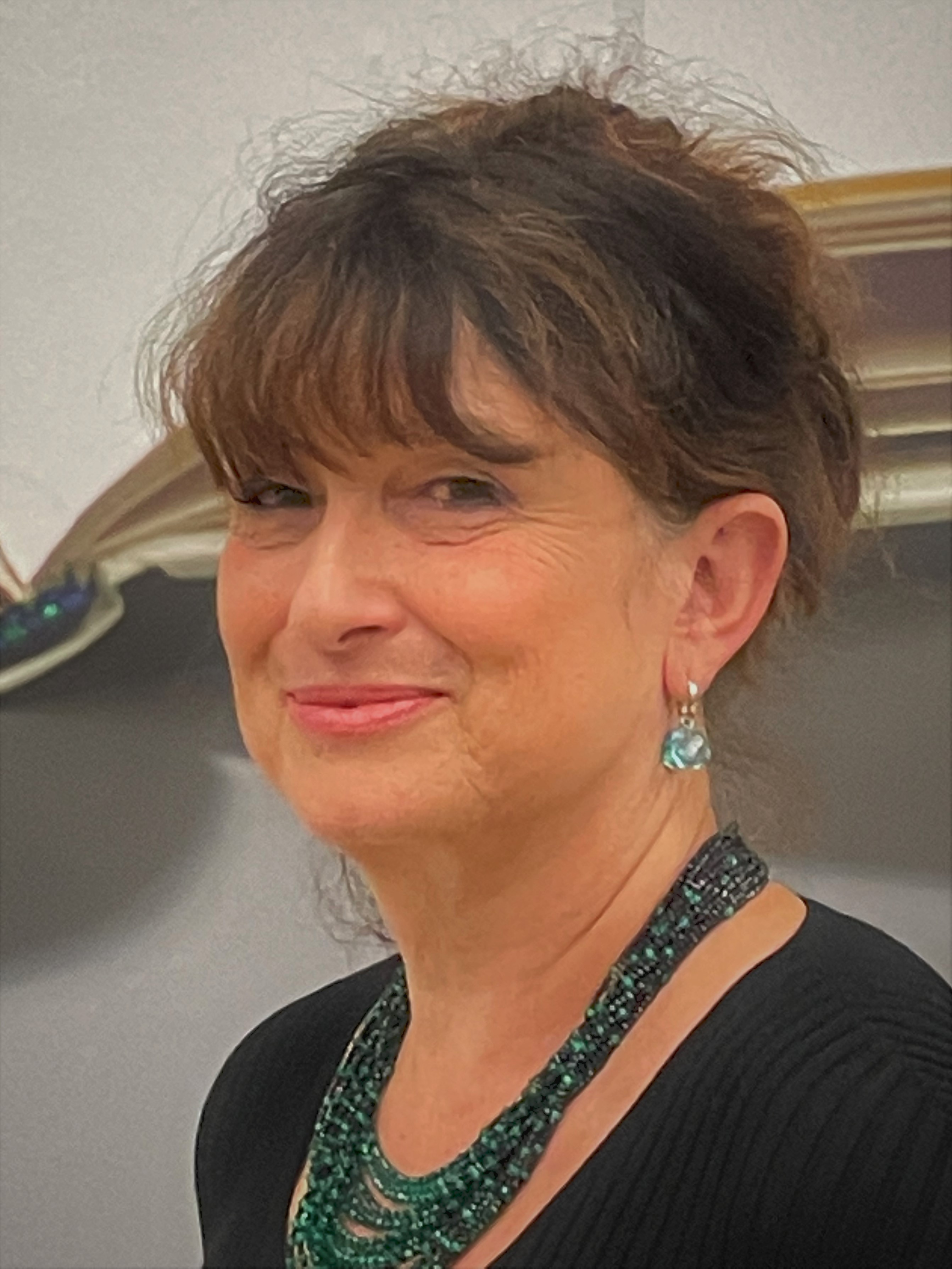
Bettina Backes (* 1963)

- Backes, Burkhard (* 1975), deutscher Ägyptologe
- Backes, Chris (* 1959), deutscher Rechtswissenschaftler und Hochschullehrer
- Backes, David (* 1984), US-amerikanischer Eishockeyspieler
- Backes, Ernst M. (1908–1971), deutscher Bankdirektor und akademischer Kunstmaler
- Backes, Hanns (1925–2015), deutscher Politiker (CDU), MdL
- Backes, Hans-Peter (* 1953), deutscher Fußballspieler
- Backes, Jürgen (* 1965), deutscher Musikmanager, Musikverleger und Musikproduzent
- Backes, Karl (1837–1909), deutscher Politiker (NLP) und Abgeordneter der 2. Kammer der Landstände des Großherzogtums Hessen
- Backes, Karl Jakob (1909–2000), deutscher Journalist
- Backes, Kristin (* 1997), deutsche Musicaldarstellerin
- Backes, Lotte (1901–1990), deutsche Pianistin, Organistin und Komponistin
- Backes, Lutz (* 1938), deutscher Karikaturist, Zeichner und Schriftsteller
- Backes, Magnus (1930–2019), deutscher Kunsthistoriker und Denkmalpfleger, Landeskonservator von Rheinland-Pfalz
- Backes, Michael (* 1978), deutscher Informatiker
- Backes, Otto (* 1936), deutscher Rechtswissenschaftler
- Backes, Paul (1900–1963), deutscher Architekt
- Backes, Ron (* 1963), US-amerikanischer Kugelstoßer
- Backes, Sacha (* 1994), luxemburgischer Eishockeyspieler
- Backes, Uwe (* 1960), deutscher Politikwissenschaftler
- Backes, Wieland (* 1946), deutscher FernsehmoderatorWieland Backes (* 1946)

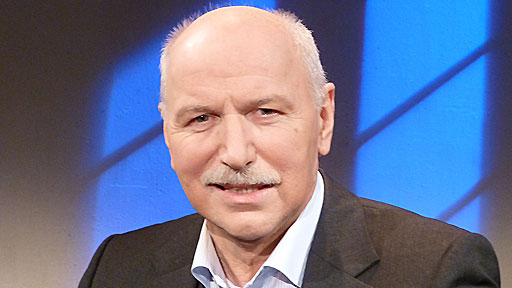
Wieland Backes (* 1946)

- Backes, Wilhelm (1921–1991), deutscher Verwaltungsbeamter und Politiker (SPD), MdL
- Backes, Yuriko (* 1970), luxemburgische Diplomatin und Politikerin
- Backes-Gellner, Uschi (* 1959), Ökonomin und Professorin für Allgemeine Betriebswirtschaftslehre an der Universität Zürich
- Backes-Ternig, Kerstin (* 1971), deutsche Politikerin (CDU), MdL

### Backf
- Backfisch, Michael (* 1957), deutscher Journalist und Autor

### Backh
- Backhaus, Alexander (1865–1927), deutscher Agrarwissenschaftler
- Backhaus, André (* 1970), deutscher Ringer
- Backhaus, Anja (* 1975), deutsche Radio- und TV-Moderatorin
- Backhaus, Arno (* 1950), deutscher christlicher Liedermacher und Aktionskünstler
- Backhaus, Arno (* 1952), deutscher Maler
- Backhaus, Bruno (1904–1973), deutscher Jurist
- Backhaus, Carl (1902–1992), deutscher Unternehmer und Widerstandskämpfer
- Backhaus, Dieter (* 1937), deutscher Fußballspieler
- Backhaus, Egon (1927–2002), deutscher Geologe
- Backhaus, Eike (* 1965), deutscher Radsportler, DDR-Meister im Radsport
- Backhaus, Emanuel (1884–1958), deutscher Rechtsanwalt und Politiker (NSDAP), MdBB, Präsident der Bremischen Bürgerschaft
- Backhaus, Friedrich (1797–1869), deutscher Ökonom und Politiker
- Backhaus, Friedrich junior (1909–1942), deutscher Steinbildhauer
- Backhaus, Fritz (* 1957), deutscher Historiker
- Backhaus, Georg (* 1870), deutscher Landschafts-, Genre- und Porträtmaler
- Backhaus, Georg (1910–2008), deutscher Ingenieur und Hochschullehrer
- Backhaus, Georg F. (* 1955), deutscher Agrarwissenschaftler für Gartenbau und Präsident des JKI
- Backhaus, Gerald, deutscher Filmemacher, Regisseur, Autor und Journalist
- Backhaus, Gerd (* 1942), deutscher Fußballspieler
- Backhaus, Gottfried (* 1958), deutscher Politiker (AfD), MdL
- Backhaus, Hans-Georg (* 1929), deutscher Ökonom und Philosoph
- Backhaus, Heiner (* 1982), deutscher Fußballspieler und -trainer
- Backhaus, Heinrich (1888–1943), deutscher Politiker (NSDAP), MdR
- Backhaus, Helga (* 1953), deutsche Langstrecken- und Ultramarahtonläuferin
- Backhaus, Helmuth M. (1920–1989), deutscher Schriftsteller, Hörspielautor, Drehbuchautor, Filmregisseur, Conférencier und Schauspieler
- Backhaus, Hermann (1817–1901), deutscher Agrarwissenschaftler
- Backhaus, Hermann (1885–1958), deutscher Elektrotechniker und Hochschullehrer
- Backhaus, Hubertus (1945–2012), deutscher Politiker (CDU)
- Backhaus, Jessica (* 1970), deutsche Fotografin
- Backhaus, Johann Ludwig (1715–1771), deutscher Organist
- Backhaus, Johannes (1826–1897), deutscher Lehrer und Schulinspektor
- Backhaus, José (1884–1922), chilenischer Maler
- Backhaus, Julien (* 1986), deutscher Medienunternehmer
- Backhaus, Jürgen (* 1950), deutscher Finanzwissenschaftler
- Backhaus, Klaus (* 1947), deutscher Betriebswirt
- Backhaus, Knut (* 1960), deutscher römisch-katholischer Priester, Theologe und Neutestamentler
- Backhaus, Mio (* 2004), deutsch-japanischer FußballspielerMio Backhaus (* 2004)

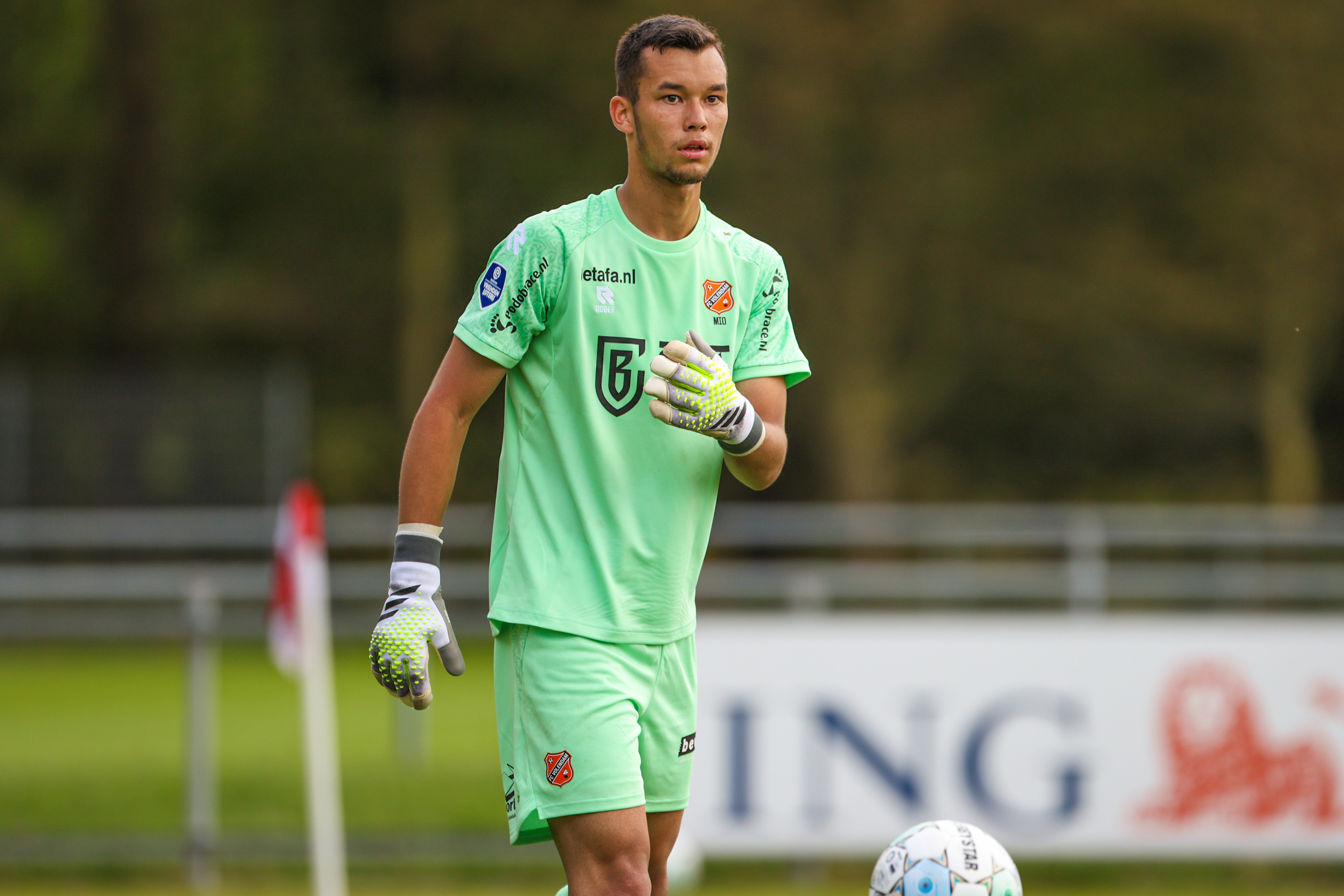
Mio Backhaus (* 2004)

- Backhaus, Paul Rudolf (1879–1955), deutscher Bildhauer
- Backhaus, Peter (1940–2012), deutscher Politiker (FDP), MdL
- Backhaus, Peter H. (1922–2007), deutscher Filmemacher
- Backhaus, Ralph (* 1950), deutscher Rechtswissenschaftler und Hochschullehrer
- Backhaus, Robin (* 1955), US-amerikanischer Schwimmer
- Backhaus, Robin (* 1989), deutscher Schwimmer
- Backhaus, Sascha (* 1979), deutscher Schauspieler
- Backhaus, Sven (* 1968), deutscher Fußballspieler
- Backhaus, Thomas, deutscher Ökotoxikologe und Hochschullehrer
- Backhaus, Tilemann (1624–1666), deutscher Pädagoge
- Backhaus, Till (* 1959), deutscher Politiker (SPD)Till Backhaus (* 1959)

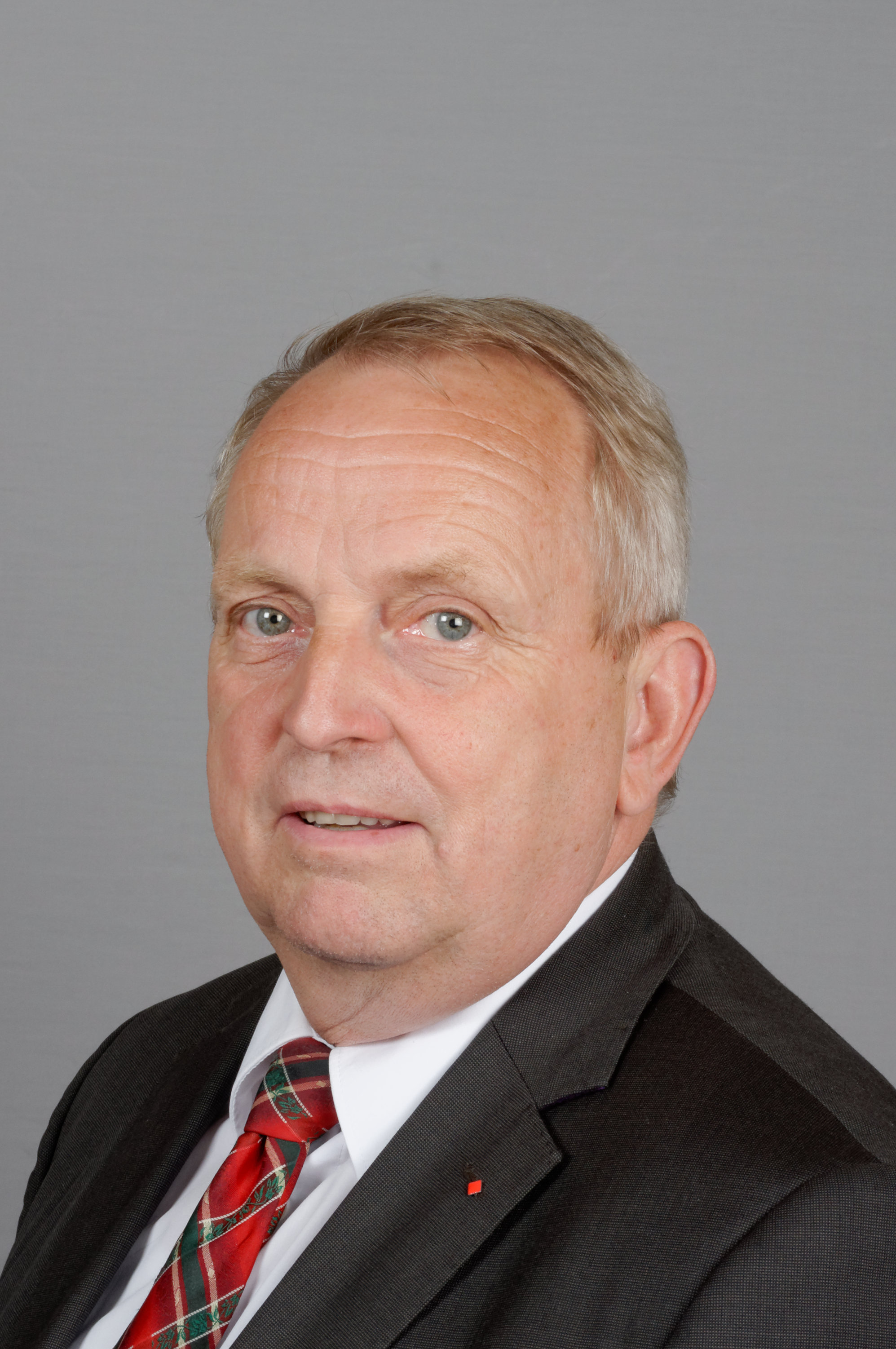
Till Backhaus (* 1959)

- Backhaus, Tilo (* 1986), deutscher Volleyball- und Beachvolleyballspieler
- Backhaus, Tobias (* 1984), deutscher Jazzmusiker (Schlagzeug)
- Backhaus, Uwe (* 1966), deutscher Fußballspieler
- Backhaus, Wilhelm (1884–1969), deutscher Pianist
- Backhaus, Wilhelm Emanuel (1826–1896), deutscher Kaufmann, Publizist und Politiker
- Backhausen, Angeli (* 1953), deutsche Hörspielregisseurin
- Backhausen, Birthe (1927–2005), dänische Schauspielerin und Regisseurin
- Backhausen, Wilhelm (1869–1924), deutscher evangelisch-lutherischer Pastor und Sozialpädagoge
- Backhauß, Rolf-Dieter (* 1941), deutscher Politiker (SPD), MdL
- Backheuser, Everardo (1879–1951), brasilianischer Geologe, Geograph und Hochschullehrer
- Backhof, Karl August von (1720–1807), preußischer Generalleutnant und Chef des Kürassierregiments Nr. 2, Oberhofmeister der Prinzen Friedrich Wilhelm und Ludwig
- Backhouse, Claire (* 1958), kanadische Badmintonspielerin
- Backhouse, Edmund (1873–1944), britischer Orientwissenschaftler und Linguist
- Backhouse, Gerald (1912–1941), australischer Mittelstreckenläufer
- Backhouse, Gillian (* 1991), australische Triathletin
- Backhouse, Janet (1938–2004), britische Bibliothekskuratorin und Kunsthistorikerin
- Backhouse, Roger (1878–1939), britischer Admiral of the Fleet, Erster Seelord
- Backhouse, William (1593–1662), britischer Alchemist

### Backi
- Bačkis, Audrys Juozas (* 1937), litauischer Kardinal der römisch-katholischen Kirche und Erzbischof von Vilnius
- Bačkis, Stasys Antanas (1906–1999), litauischer Diplomat und Jurist

### Backl
- Backlar, Marshall (* 1935), US-amerikanischer Filmproduzent und Filmschaffender
- Backley, Steve (* 1969), britischer Speerwerfer
- Backlinie, Susan (1946–2024), amerikanische Schwimmerin, Tiertrainerin, Stuntfrau und SchauspielerinSusan Backlinie (1946–2024)

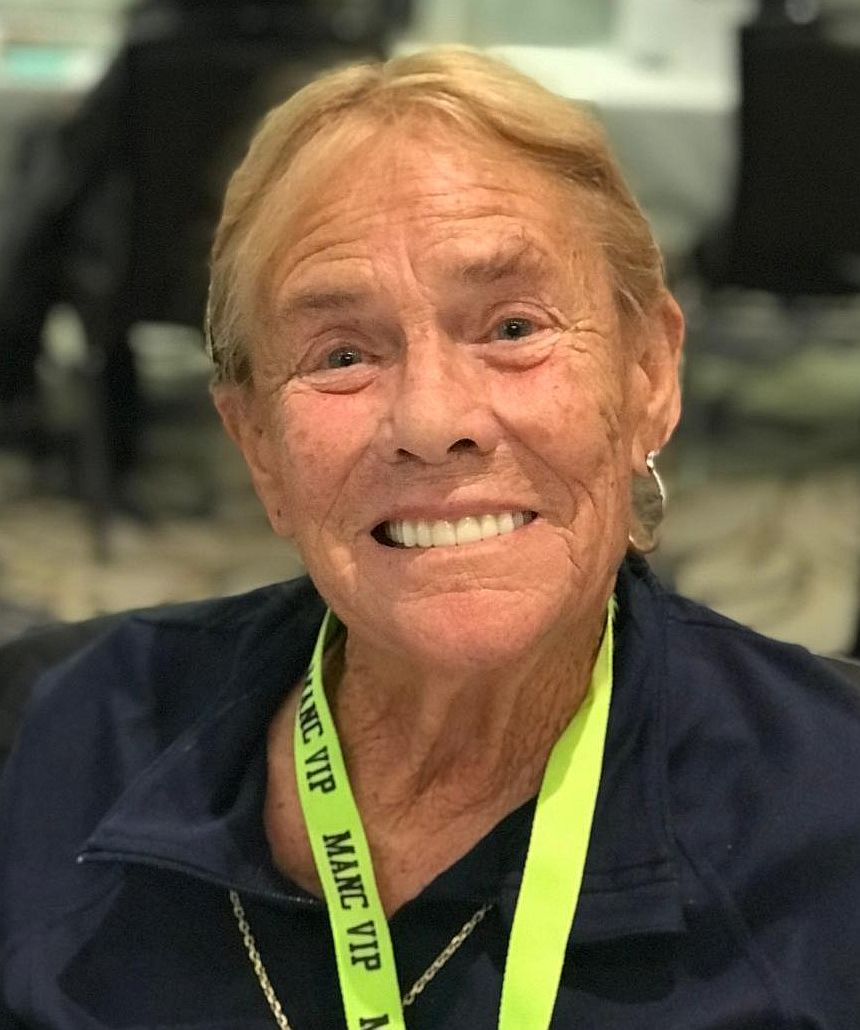
Susan Backlinie (1946–2024)

- Bäcklund, Agneta (* 1960), schwedische Richterin
- Bäcklund, Albert (1845–1922), schwedischer Mathematiker
- Backlund, Bob (* 1949), US-amerikanischer Wrestler
- Backlund, Britta (* 1996), schwedische Geschwindigkeitsskifahrerin
- Backlund, Gösta, schwedischer Fußballspieler
- Backlund, Helge (1878–1958), schwedischer Geologe
- Backlund, Johan (* 1981), schwedischer Eishockeytorhüter
- Bäcklund, Magnus (* 1965), schwedischer Sänger und Mitglied des Gesangsduos Fame
- Backlund, Mikael (* 1989), schwedischer Eishockeyspieler
- Backlund, Nils (1896–1964), schwedischer Wasserballspieler
- Backlund, Oskar (1846–1916), schwedisch-russischer Astronom
- Backlund, Sven Einar (1917–1997), schwedischer Diplomat
- Backlund, Tinna (* 1965), schwedische Squashspielerin

### Backm
- Backman, Bertel (1905–1981), finnischer Eisschnellläufer
- Bäckman, Christian (* 1980), schwedischer Eishockeyspieler
- Backman, Eric (1896–1965), schwedischer Leichtathlet
- Backman, Fredrik (* 1981), schwedischer Schriftsteller und BloggerFredrik Backman (* 1981)

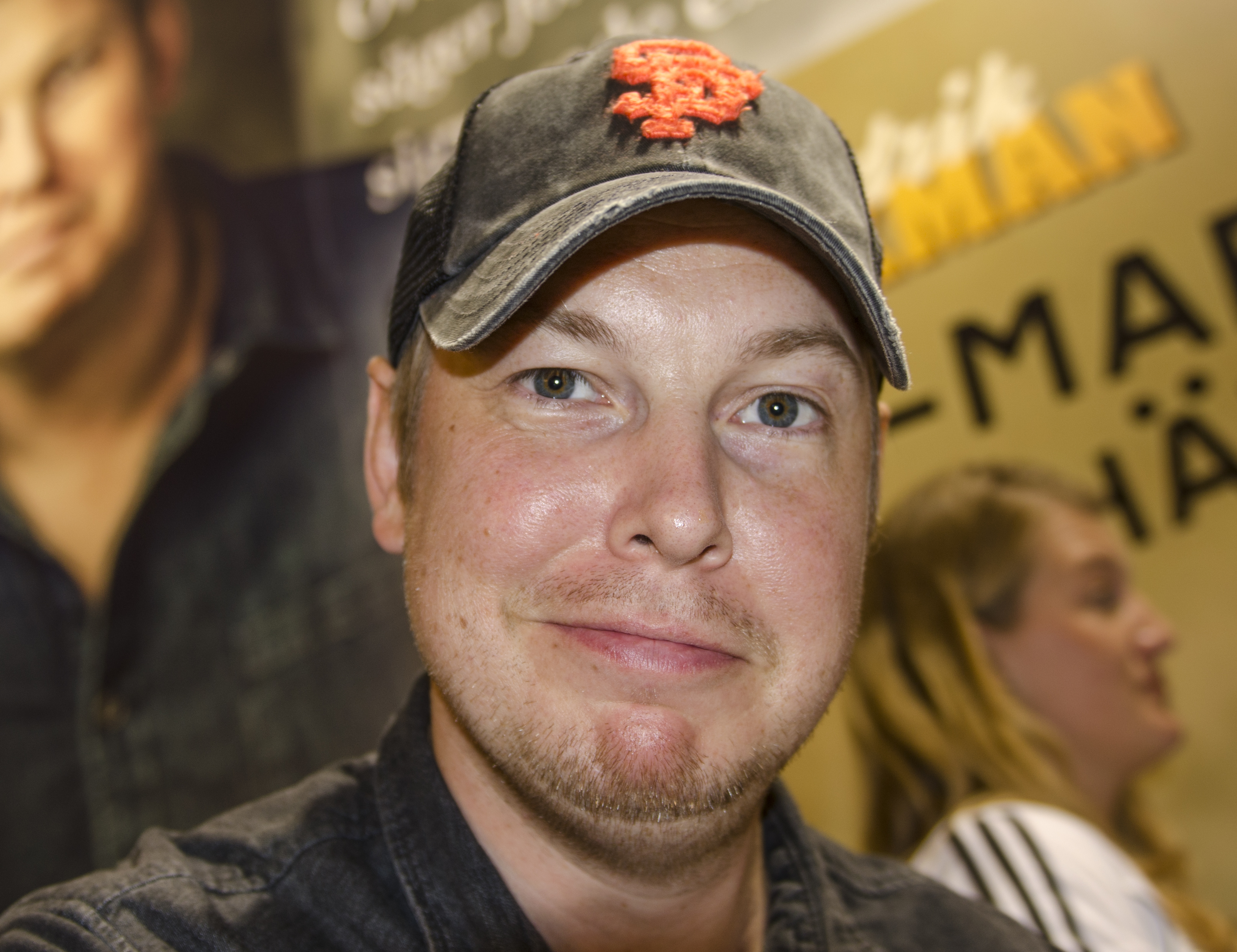
Fredrik Backman (* 1981)

- Backman, Ingemar (* 1976), schwedischer Snowboarder
- Bäckman, Johan (* 1971), finnischer politischer Aktivist
- Backman, Karl (* 1970), schwedischer Musiker, Komponist und Künstler
- Bäckman, Kjell (1934–2019), schwedischer Eisschnellläufer
- Backman, Lennart (* 1934), schwedischer Fußball-, Bandy- und Eishockeyspieler
- Bäckman, Mattias (* 1992), schwedischer Eishockeyspieler
- Backman, Niklas (* 1988), schwedischer Fußballspieler
- Backman, Paul (1920–1995), finnischer Radrennfahrer
- Backman, Sean (* 1986), US-amerikanischer Eishockeyspieler und -scout
- Backman, Tatu (* 1979), finnischer Eishockeyspieler
- Backman, Tomas (* 1980), schwedischer Fußballspieler
- Backman, Tord (* 1942), schwedischer Skilangläufer
- Backmann, Andreas (* 1976), deutscher Fußballspieler
- Backmann, Reinhold (1884–1947), deutscher Germanist
- Backmeister, Klaus, deutscher Glockengießer
- Backmund, Klaus (1929–2020), deutscher Bildhauer
- Backmund, Norbert (1907–1987), deutscher Prämonstratenser und Ordenshistoriker

### Backo
- Backof, Berta (1911–2001), deutsche Widerstandskämpferin
- Backofen, Carl (1845–1926), deutscher Fotograf
- Backofen, Eva (* 1949), deutsche Zeichnerin und Bildhauerin
- Backofen, Franz (1806–1881), deutscher Hofmaler, Fotograf, Hofmusiker
- Backofen, Heinrich (1768–1830), deutscher Komponist und Klarinettist
- Backofen, Rolf (* 1963), deutscher Bioinformatiker und Hochschullehrer
- Backofen, Timo (* 1966), deutscher Politiker (DSU), MdV
- Backoffen, Hans († 1519), deutscher Bildhauer
- Backor, Pete (1919–1988), kanadischer Eishockeyspieler und -trainer
- Backovič, Ognjen (* 1980), slowenischer Handballspieler
- Backovsky, Bernhard (* 1943), österreichischer Geistlicher, Abt des Stifts Klosterneuburg, Abtprimas der Augustiner-ChorherrenBernhard Backovsky (* 1943)

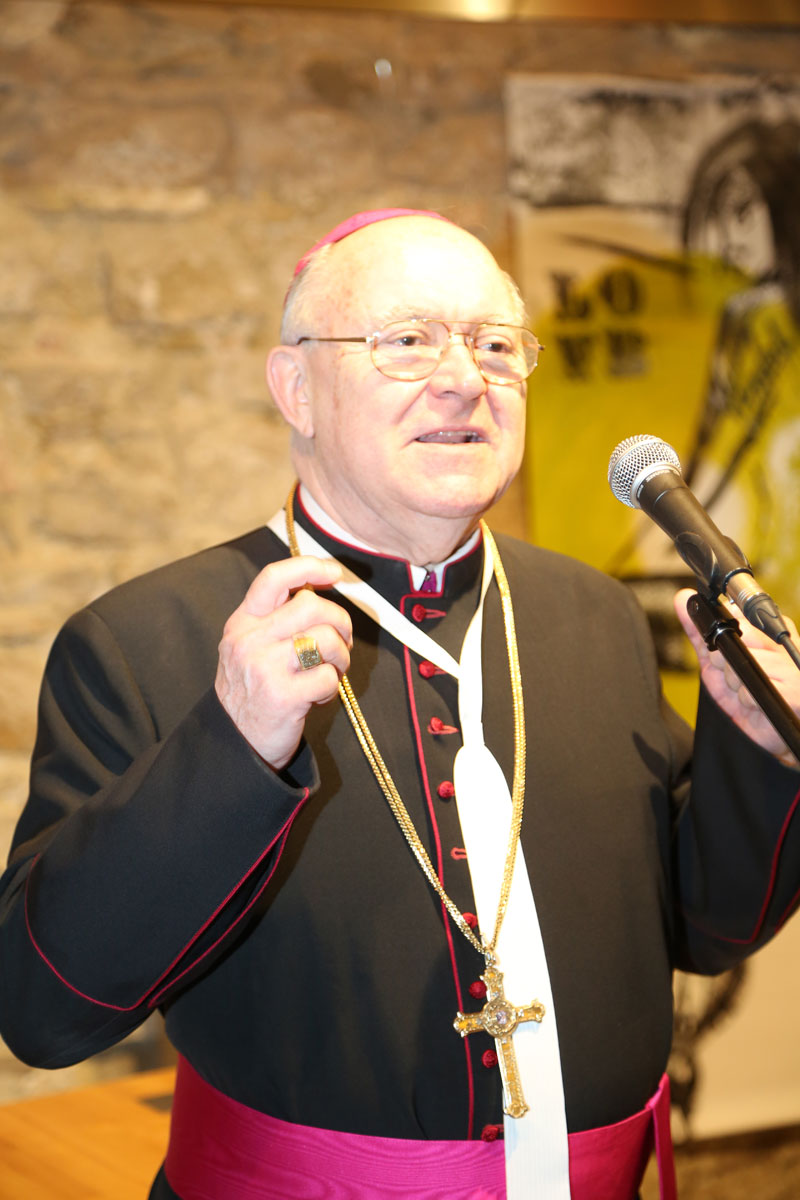
Bernhard Backovsky (* 1943)

### Backs
- Backs, Christian (* 1962), deutscher Fußballspieler
- Backs, Heinrich Ernst Moritz (* 1853), deutscher Reichsgerichtsrat
- Bäcksbacka, Oliver (* 2000), finnischer Unihockeyspieler
- Backschat, Gerhard (1940–2020), deutscher Künstler
- Backscheider, Adrien (* 1992), französischer Skilangläufer
- Backscheider, Paula R. (* 1943), amerikanische Literaturwissenschaftlerin und Hochschullehrerin
- Backsen, Silke (* 1969), deutsche Politikerin (Bündnis 90/Die Grünen)
- Backsmann, Horst (1920–1984), deutscher Ministerialbeamter und Jurist
- Bäckstedt, Elynor (* 2001), britische Radrennfahrerin
- Bäckstedt, Magnus (* 1975), schwedischer RadrennfahrerMagnus Bäckstedt (* 1975)

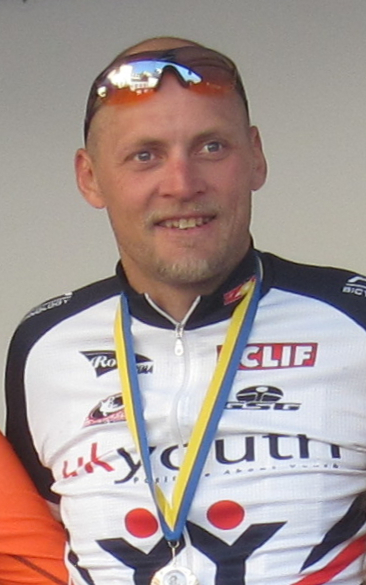
Magnus Bäckstedt (* 1975)

- Bäckstedt, Zoe (* 2004), britische Radrennfahrerin
- Backstro, Aaron (1566–1620), deutscher Kammerrat und Amtmann im Dienst des Herzog von Sachsen-Weimar
- Backström, Börje (1908–1999), finnischer Generalleutnant
- Bäckström, Nicklas (* 1987), schwedischer Eishockeyspieler
- Bäckström, Niklas (* 1978), finnischer Eishockeytorwart und -trainer
- Backstrom, Nils (1901–1978), US-amerikanischer Skilangläufer
- Bäckström, Per (* 1959), schwedischer Literaturwissenschaftler und Hochschullehrer
- Backstrom, Ralph (1937–2021), kanadischer Eishockeyspieler

### Backu
- Bačkulja, Filip (* 2002), serbischer Fußballspieler
- Backus, Anja (* 1988), deutsche Musicaldarstellerin
- Backus, Billy (* 1943), US-amerikanischer Boxer
- Backus, Bob (1926–1999), US-amerikanischer Hammerwerfer
- Backus, Earl, US-amerikanischer Jazzmusiker (Gitarre)
- Backus, Gus (1937–2019), US-amerikanischer Musiker und Schlagersänger
- Backus, Henry T. (1809–1877), US-amerikanischer Politiker
- Backus, Jim (1913–1989), amerikanischer Schauspieler und Synchronsprecher
- Backus, Johannes (* 1966), deutscher Offizier, Generalarzt des Heeres der Bundeswehr
- Backus, John W. (1924–2007), US-amerikanischer Informatiker und einer der Pioniere der InformatikJohn W. Backus (1924–2007)

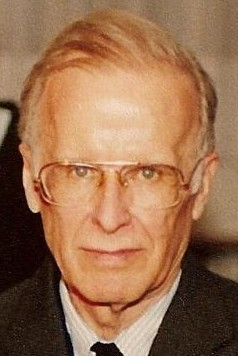
John W. Backus (1924–2007)

- Backus, Ronald (1922–1999), britischer Segler
- Backus, Thomas (1800–1858), US-amerikanischer Politiker

### Backv
- Bäckvall, Bertil (1923–2012), schwedischer Fußballspieler und -trainer

### Backx
- Backx, Patsy (* 1944), niederländische Kinderbuchautorin
- Backxwash (* 1991), sambisch-kanadische Rapperin und Produzentin

### Backy
- Backy, Don (* 1939), italienischer Sänger und Schauspieler